# Orlando Lorenzini
Orlando Lorenzini (Guardistallo, 3 maggio 1890 – Cheren, 17 marzo 1941) è stato un generale italiano, insignito alla memoria della medaglia d'oro al valor militare alla memoria nel corso della seconda guerra mondiale.

## Biografia

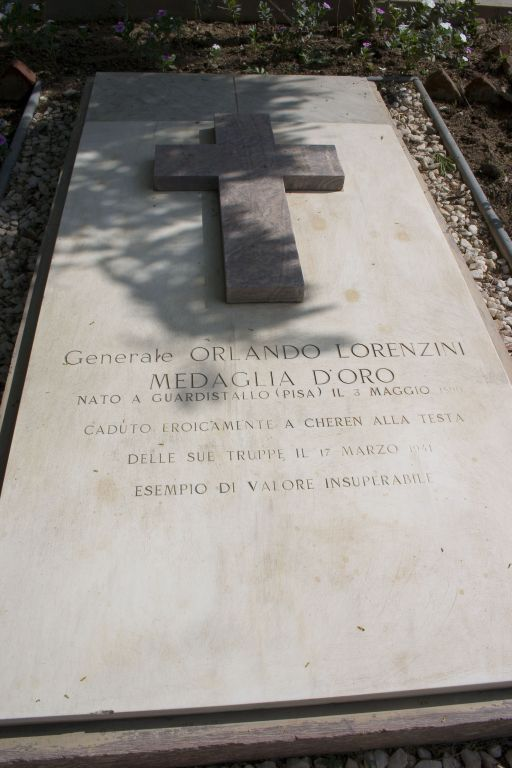
La tomba nel cimitero militare di Keren

Nacque a Guardistallo il 3 maggio 1890, figlio di Giuseppe e di Maria Giuntini. A partire dal 1895 fu allievo del Collegio Convitto Salesiano San Quirico di Colle Salvetti) ed in seguito frequentò il liceo presso il Seminario di Volterra, per poi conseguire la licenza al Liceo Galileo Galilei di Pisa.
Il 20 maggio 1910 cominciò la carriera militare come soldato di leva di seconda categoria nell'84º Reggimento fanteria "Venezia"; e fu nominato ufficiale di fanteria presso l'88º Reggimento fanteria "Friuli" il 4 febbraio 1912. Nell'ottobre dello stesso anno partì per la Libia dove ottenne il passaggio in servizio permanente effettivo nel corso del 1913. Assegnato al XIV Battaglione eritreo, nel settembre 1915 fu promosso tenente, e capitano nel dicembre dello stesso anno.
Rimpatriato a domanda nei primi mesi del 1917, partecipò alle operazioni belliche sul fronte italiano distinguendosi in combattimento sul Montello nel giugno 1918, al comando della 2099ª Compagnia mitraglieri della Brigata "Udine". 
Ritornato in Libia nell’ottobre 1919, decorato con la prima medaglia d'argento al valor militare e con la croce al merito di guerra, fu assegnato con funzioni civili presso il comando di zona di Homs. Fino al 1922 fece poi parte del Corpo di occupazione italiano in Oriente, e rientrato in Libia partecipò alle operazioni di riconquista della Colonia combattendo in Cirenaica e nel Fezzan. Comandò per quattro anni la 1ª Squadriglia Autoblindomitragliatrici della Tripolitania impegnata nelle attività di controguerriglia. Mentre prestava servizio in questo reparto fu citato nei dispacci del luglio 1924 per aver inflitto una sconfitta ai ribelli Senussi nella zona di Jebel Auaghir, nel 1925 fu nominato Cavaliere dell'Ordine coloniale della Stella d'Italia, e nel 1926 ricevette un'altra Croce al merito di guerra e fu promosso maggiore dopo una campagna di 20 mesi nel Jebel centrale. Nell'estate del 1927 al comando della 1ª Squadriglia Autoblindomitragliatrici condusse con successo una campagna nel Jebel cirenaico, inseguendo e distruggendo un gruppo di ribelli libici nel mese di agosto. Tra il gennaio e il febbraio 1928 si distinse in combattimento a Gifa e jalo, venendo insignito della seconda medaglia d'oro al valor militare, e nel marzo successivo dell'onorificenza di Cavaliere dell'Ordine militare di Savoia, venendo nuovamente menzionato nei dispacci dal Governatore della Cirenaica.
Dal 1928 al 1929 prestò servizio in Italia, dapprima al 7° Centro automobilistico e poi allo 88º Reggimento fanteria. Ai primi del 1930 ritornò in Cirenaica dove assunse il comando del XIV Battaglione eritreo. Nel dicembre 1931 divenne ufficiale dell'Ordine coloniale della Stella d'Italia, nel giugno 1933 Commendatore dello stesso ordine, e nel settembre dello stesso anno fu insignito della terza Croce al merito di guerra.
Promosso tenente colonnello nel febbraio 1934, nell'ottobre successivo partì per l'Africa Orientale dove, tra le varie missioni, si menziona una operazione segreta presso le popolazioni della Dancalia avente come fine organizzare le popolazioni ed averle alleate nel probabile conflitto con l'Impero d'Etiopia. Partecipò alla guerra d'Etiopia distinguendosi nei combattimenti di Mai Endè e Azbì nel novembre 1935, fu poi comandante del XXII Battaglione eritreo, e venne insignito della medaglia di bronzo al valor militare il 15 ottobre 1936. Dopo la vittoria italiana e l'annessione dell'Etiopia all'Africa Orientale Italiana, assunse il comando dell'11ª Brigata Coloniale e poi della 2ª Brigata Coloniale, combattendo contro i guerriglieri etiopi. Nel giugno 1937 guidò con successo una brigata coloniale in una battaglia di tre giorni contro i guerriglieri a Shewa, che gli valse la terza medaglia d'argento al valor militare. Nello stesso anno fu nominato Cavaliere dell'Ordine dei Santi Maurizio e Lazzaro e l'anno successivo anche Ufficiale dell'Ordine della Corona d'Italia, oltre a ricevere un'ulteriore Croce al merito di guerra. Tra aprile e luglio 1938 guidò la sua brigata coloniale in aspri combattimenti contro i guerriglieri nel Goggiam, ottenendo una vittoria, e la sua quarta medaglia d'argento al valor militare.
Nel 1939 fu promosso colonnello per merito di guerra, ricevendo un'altra croce al merito di guerra. Tra l'agosto 1938 e il maggio 1940 condusse sei campagne operative di controguerriglia, che gli valsero la quinta medaglia d'argento al valor militare. In questo periodo una colonna di truppe coloniali ai suoi ordini e comandata dal colonnello Gennaro Sora, commise tra il 9 e l'11 aprile 1939 il massacro di Gaia Zeret ricorrendo all'uso di armi chimiche e praticando fucilazioni di massa. 
All'entrata in guerra del Regno d'Italia, avvenuta il 10 giugno 1940, assunse il comando della II Brigata coloniale e nell’agosto 1940 partecipò alla conquista del Somaliland ricevendo la promozione a generale di brigata.
Nel quadro della difesa dell'Eritrea contro la minaccia inglese dal Sudan venne trasferito nel 1940 a Cheren con la sua II Brigata Coloniale e nominato comandante della IV Divisione Coloniale dal Viceré d'Etiopia Amedeo di Savoia-Aosta, Comandante delle Forze Armate dell'A.O.I., con il compito di contrastare l'avanzata inglese su Agordat. Successivamente alla battaglia di Agordat, durata cinque giorni con pesantissime perdite, assunse nuovamente il comando della II Brigata, già molto provata dai combattimenti, che venne trasferita presso Cheren, ultima posizione di difesa dell'Eritrea. Morì alle 15:00 del 17 marzo 1941, ucciso da una scheggia di granata. Venne sepolto nel cimitero di Asmara dopo un austero funerale celebrato il 19 marzo 1941 ed alla sua memoria concessa la medaglia d'oro al valor militare con Regio Decreto 6 febbraio 1942. Le sue spoglie furono in seguito esumate in Asmara il 18 novembre 1994 e trasportate al cimitero militare di Cheren, ove ora riposano.
Molte sono le citazioni ed i riferimenti pubblicati sulla sua figura e sul suo valore. Il Leone del Sahara la cui "fama, tra le truppe coloniali, era nata al tempo...delle operazioni per l'occupazione dell'Oasi di Cufra in Cirenaica". 
I santoni della città sacra di Aksum avevano aggiunto che quando "il grande capo dalla grande barba" fosse morto in combattimento, la guerra degli italiani sarebbe finita con la loro sconfitta.
Sposato con la signora Diana Barachini ebbe tre figlie, Paola, Piera e Maria. A suo nome è stata intitolata una strada a Castiglioncello (Provincia di Livorno), dove è ubicata la casa costruita nel 1933, ed a Pisa. Sempre a Pisa gli è stata anche intitolata una scuola elementare. A Lucca venne intitolata a Lorenzini la caserma di Piazza San Romano (già sede dei reparti di cavalleria); questa caserma è stata sede della Compagnia Genio Guastatori della Brigata paracadutisti "Folgore" fino all'inizio del XXI secolo ed oggi è smilitarizzata ed in parte utilizzata per ospitare una base della protezione civile.

### Annotazioni
1. ↑  La sua morte “portò lo sgomento tra gli ascari e fu un colpo deleterio alla loro volontà di battersi, di resistere", Renato Loffredo – Cheren 31 gennaio-27 marzo 1941).

### Fonti
1. 1 2 3 4 5 6 7 8 9 10 11 12 13  Combattenti Liberazione.
2. 1 2 3  Saini Fasanotti 2010, p. 116.
3. 1 2 3 4 5 6 7 8 9 10 11 12  Peoplepill.
4. 1 2 3 4 5  Italiani in guerra.
5. ↑  Del Boca 1986, p. 421.
6. ↑  Del Boca 1986, p. 152.
7. 1 2  Tierslivre.
8. ↑   Lorenzini Orlando, su quirinale.it. URL consultato il 9 gennaio 2012.
9. ↑   Lorenzini Orlando, su quirinale.it. URL consultato il 9 gennaio 2012.
10. ↑  Gazzetta Ufficiale del Regno d'Italia n.267 del 18 novembre 1937, pag. 21.
11. ↑  Gazzetta Ufficiale del Regno d'Italia n.103 del 1 maggio 1934, pag.2187.